# Conus vexillum
Cône étendard
Espèce
Statut de conservation UICN

 LC  : Préoccupation mineure
Le cône étendard (Conus vexillum) est un coquillage et un mollusque gastéropode marin de la famille des Conidae présent dans la région indo-pacifique. Il mesure environ 10,5 cm.

## Liste des sous-espèces
- Conus vexillum sumatrensis Hwass in Bruguiere, 1792

## Philatélie
La sous-espèce Conus vexillum sumatrensis figure sur une émission du Territoire français des Afars et des Issas de 1975 (valeur faciale : 10 F) et sur l'émission de Djibouti N° Yvert et Tellier 558 de 1982